# Chromatographia
Chromatographia ist eine wissenschaftliche Peer-Review-Fachzeitschrift, die vom Springer-Verlag veröffentlicht wird. Sie erscheint monatlich und publiziert Arbeiten über Trenntechniken wie Chromatographie, Gaschromatographie, Elektrophorese und Kapillarelektrochromatographie.
Der Impact Factor lag für das Jahr 2017 bei 1,401. Nach der Statistik des ISI Web of Knowledge wird das Journal mit diesem Impact Factor in der Kategorie analytische Chemie an 50. Stelle von 74 Zeitschriften und in der Kategorie Biochemische Forschungsmethoden an 65. Stelle von 79 Zeitschriften geführt.